# This Is Why Tour
This Is Why Tour foi a quinta turnê de concertos da banda americana Paramore, em apoio ao seu sexto álbum de estúdio, This Is Why (2023). A turnê teve início em 2 de outubro de 2022, em Bakersfield, Califórnia, antes do lançamento do álbum, com diversos shows na América do Norte, Europa e América Latina. As bandas Elke, Bloc Party, Rozi Plain, Foals, The Linda Lindas, Genesis Owusu e Claud atuaram como bandas de abertura durante a turnê. O encerramento aconteceu em 30 de novembro de 2023.

## Histórico e desenvolvimento
Em maio de 2017, o Paramore lançou seu quinto álbum de estúdio, After Laughter, recebendo aclamação da crítica. O álbum marcou o retorno do ex-baterista Zac Farro, que havia deixado a banda em 2010. A banda fez uma turnê em apoio ao álbum de junho de 2017 até setembro de 2018. Após o fim da After Laughter Tour, os membros do Paramore fizeram uma pausa na escrita e gravação de músicas para o grupo e se dedicaram a outros projetos. Hayley Williams participou da música "Uncomfortably Numb" da banda American Football em 2019 e lançou dois álbuns solo: Petals for Armor (2020) e Flowers for Vases / Descansos (2021). O primeiro foi produzido pelo guitarrista do Paramore, Taylor York. Ela também passou a focar mais na sua empresa de tinturas para cabelo, Good Dye Young, e apresentou a série semanal da BBC Sounds Everything Is Emo. Farro seguiu com seu projeto HalfNoise, lançando um EP – Flowerss (2018) – e dois álbuns – Natural Disguise (2019) e Motif (2021). Farro também gravou a bateria para as músicas "Watch Me While I Bloom" e "Crystal Clear" do álbum Petals for Armor de Williams e lançou um EP sob seu próprio nome, intitulado Zafari (2020).
A discussão sobre um sexto álbum do Paramore começou em 2020, enquanto Williams promovia Petals for Armor. Williams sugeriu que o próximo álbum da banda seria mais centrado nas guitarras, comentando: "Nos pegamos ouvindo muita música mais antiga, que nos inspirou quando crescemos". Ela também comentou sobre o som do álbum em 2022, comparando-o ao Bloc Party: “Desde o primeiro dia, o Bloc Party foi a referência número um porque havia uma urgência no som deles que era diferente do punk rápido ou do pop punk ou dos emos com o som de parede alta que surgiram no início dos anos 2000”. Em janeiro de 2022, a banda confirmou que havia entrado em estúdio para trabalhar no seu sexto álbum.
Em setembro de 2022, o Paramore arquivou todas as postagens em sua página oficial do Instagram e revelou um novo design para o site. O site apresentou uma linha do tempo com várias datas ao longo do mês, que seriam atualizadas a cada dia. Essas datas marcaram o lançamento do servidor oficial do Discord da banda, o anúncio de novas datas de turnê em Los Angeles e Nova York, e vídeos mostrando a banda trabalhando em novo material. No dia 16 de setembro, a banda anunciou seu primeiro single em quatro anos, "This Is Why", lançado no dia 28 de setembro. No mesmo dia do lançamento do single, a banda anunciou que o álbum, com o mesmo nome, seria lançado em 10 de fevereiro de 2023.
Após o lançamento do single principal do novo álbum, o Paramore anunciou a primeira parte da This Is Why Tour, que começaria em outubro de 2022, alguns meses antes do lançamento do álbum. As datas anunciadas incluíam apresentações limitadas em teatros nos Estados Unidos e participações como headliner nos festivais Austin City Limits e When We Were Young. Em 10 de outubro de 2022, a banda anunciou uma parte da turnê na América do Sul, que teria início em março de 2023. Um mês depois, o Paramore anunciou uma turnê de arenas por 26 cidades dos Estados Unidos para 2023, com Bloc Party, Foals, The Linda Lindas e Genesis Owusu como bandas de apoio.

## Recepção da crítica
Brittany Spanos, da Rolling Stone, deu uma avaliação positiva à turnê, afirmando que ela "provou que o melhor ainda está por vir" para a banda.

## Setlists
1. "This Is Why"
2. "Brick By Boring Brick"
3. "Decode"
4. "Caught in the Middle"
5. "That's What You Get"
6. "Ignorance"
7. "Forgiveness"
8. "I Caught Myself"
9. "Pool"
10. "Misguided Ghosts"
11. "Simmer" (canção de Hayley Williams)
12. "Ain't It Fun (canção de Paramore)"
13. "Boogie Juice" (canção de HalfNoise)
14. "Rose-Colored Boy" (com elementos de "I Wanna Dance With Somebody (Who Loves Me)" de Whitney Houston e "Genius of Love" by Tom Tom Club)
15. "Told You So"
16. "Misery Business"
Encore
17. "Still Into You"
18. "Hard Times" (com elementos de "Heart of Glass" by Blondie)

- No show de 23 de outubro de 2022, as músicas "Decode", "Caught In the Middle", "Forgiveness", "Pool", "Misguided Ghosts", "Simmer", "Boogie Juice", "Rose-Colored Boy", "Told You So" e "Still Into You" não foram tocadas, enquanto "All I Wanted", "Here We Go Again" e "Last Hope" foram tocadas no lugar. A ordem das músicas no setlist também foi alterada.
- "Here We Go Again" substituiu "Ignorance" no setlist, a partir de 27 de outubro de 2022.
- No show de 29 de outubro de 2022, as músicas "Caught In the Middle", "Here We Go Again", "I Caught Myself", "Forgiveness", "Pool", "Simmer", "Boogie Juice", "Told You So" e "Still Into You" não foram tocadas, enquanto "Careful", "Pressure" e "Last Hope" foram tocadas no lugar. A ordem das músicas no setlist também foi alterada.

1. "This Is Why"
2. "C'est Comme Ça"
3. "That's What You Get"
4. "Decode"
5. "Pool"
6. "Hard Times" (com elementos de "Heart of Glass" de Blondie)
7. "Still Into You"
8. "Rose-Colored Boy" (com elementos de "I Wanna Dance With Somebody (Who Loves Me)" de Whitney Houston e "Genius of Love" de Tom Tom Club)
9. "Brick By Boring Brick"
10. "I Caught Myself"
11. "In the Mourning" (com elementos de "Landslide" de Fleetwood Mac)
12. "You Ain't Woman Enough (To Take My Man)"
13. "Boogie Juice" (canção de HalfNoise)
14. "Told You So"
15. "The News"
16. "Ain't It Fun"
Encore
17. "Caught in the Middle"
18. "Running Out of Time"
19. "Misery Business" (com elementos de "WAP" de Cardi B e Megan Thee Stallion)

- "Brick By Boring Brick", "In the Mourning" e "You Ain't Woman Enough (To Take My Man)" não foram tocadas no show de 9 de fevereiro de 2023.

1. "You First"
2. "Playing God"
3. "Decode"
4. "Pool"
5. "Running Out of Time"
6. "Rose-Colored Boy" (com elementos de "I Wanna Dance With Somebody (Who Loves Me)" de Whitney Houston e "Genius of Love" de Tom Tom Club)
7. "Told You So"
8. "C'est Comme Ça"
9. "I Caught Myself"
10. "The Only Exception"
11. "(One of Those) Crazy Girls"
12. "The News"
13. "That's What You Get"
14. "Scooby's in the Back" (canção de HalfNoise)
15. "Hard Times" (com elementos de "Heart of Glass" de Blondie)
16. "Ain't It Fun"
17. "All I Wanted"
Encore
18. "Still Into You"
19. "Misery Business"
20. "This Is Why"

- No show de 5 de março de 2023, as músicas "Pool" e "Told You So" não foram tocadas, enquanto "Caught In the Middle" e uma versão abreviada a capella de "Last Hope" foram tocadas no lugar.
- Nos shows de 7 de março de 2023 e 9 de março de 2023, "Decode" não foi tocada, enquanto "Caught In the Middle" foi tocada no lugar. A ordem das músicas no setlist também foi alterada.
- No show de 11 de março de 2023, "Decode", "(One of Those) Crazy Girls" e "Told You So" não foram tocadas, enquanto "Caught In the Middle" foi tocada. A ordem das músicas no setlist também foi alterada.
- No show de 12 de março de 2023, "Still Into You" e "Pool" não foram tocadas, enquanto "Caught In the Middle" foi tocada. A ordem das músicas no setlist também foi alterada.
- No show de 14 de março de 2023, "C'est Comme Ça", "Pool" e "Scooby's in the Back" não foram tocadas, enquanto "Caught In the Middle" foi tocada. A ordem das músicas no setlist também foi alterada. A performance de "Told You So" contou com elementos de "She Wolf" de Shakira.

1. "You First"
2. "The News"
3. "Playing God"
4. "That's What You Get"
5. "Running Out of Time"
6. "Hard Times" (com elementos de "Born Under Punches" de Talking Heads e "Heart of Glass" de Blondie)
7. "Caught in the Middle"
8. "Ain't It Fun"
9. "Liar"
10. "Crystal Clear" (canção de Hayley Williams)
11. "Decode"
12. "Still Into You"
13. "Rose-Colored Boy" (com elementos de "I Wanna Dance With Somebody (Who Loves Me)" de Whitney Houston e "Genius of Love" de Tom Tom Club)
14. "Baby" (canção de HalfNoise)
15. "what can you say" (cover de Adrianne Lenker)
16. "Last Hope"
17. "I Caught Myself"
18. "All I Wanted"
19. "Misery Business"
20. "Crave"
Encore
21. "The Only Exception"
22. "This Is Why"

- No show de 13 de abril de 2023, Hayley Williams fez uma versão solo de "Dreams" do The Cranberries no violão. "All I Wanted" não foi tocada e a ordem das músicas no setlist também foi alterada.
- No show de 15 de abril de 2023, Hayley Williams fez uma versão solo de "what can you say" de Adrianne Lenker no violão.
- No show de 17 de abril de 2023, Hayley Williams fez uma versão solo de "Rip It Up" da banda Orange Juice no violão. "I Caught Myself" não foi tocada.
- No show de 18 de abril de 2023, "Misguided Ghosts" foi tocada, enquanto "I Caught Myself" não foi tocada.
- No show de 22 de abril de 2023, Hayley Williams e Taylor York tocaram "26" no violão. "I Caught Myself" não foi tocada.
- No show de 23 de abril de 2023, o Paramore foi acompanhado no palco por Kele Okereke para uma performance de "Blue Light" do Bloc Party.

1. "You First"
2. "The News"
3. "That's What You Get"
4. "Playing God"
5. "Caught in the Middle"
6. "Rose-Colored Boy" (com elementos de "I Wanna Dance With Somebody (Who Loves Me)" de Whitney Houston e "Genius of Love" de Tom Tom Club)
7. "Running Out of Time"
8. "Decode"
9. "Last Hope"
10. "Big Man, Little Dignity"
11. "Liar"
12. "Crystal Clear" (canção de Hayley Williams)
13. "Hard Times" (com elementos de "Born Under Punches" de Talking Heads e "Heart of Glass" de Blondie)
14. "Told You So"
15. "Figure 8"
16. "The Only Exception"
17. "Baby" (canção de HalfNoise)
18. "Crave"
19. "Misery Business"
20. "Ain't It Fun"
Encore
21. "Still Into You"
22. "This Is Why"

- No show de 31 de maio de 2023, o Paramore foi acompanhado no palco por Lil Uzi Vert para uma performance de "Misery Business".
- No show de 19 de julho de 2023, o Paramore foi acompanhado no palco por Billie Eilish para uma performance de "All I Wanted", que foi tocada como a primeira música do ato do encore. "Last Hope" não foi tocada.
- No show de 20 de julho de 2023, o Paramore foi acompanhado no palco por Bethany Cosentino para uma performance de "Big Man, Little Dignity" e Rico Nasty para uma performance de "Misery Business".
- "Told You So" foi removida do setlist em 29 de julho de 2023.
- No show de 7 de agosto de 2023, o Paramore foi acompanhado no palco por Stephen Curry para uma performance de "Misery Business".